# Hap Day
Clarence Henry Day, meglio noto col nomignolo di Happy o Hap Day (Owen Sound, 1º giugno 1901 – St. Thomas, 17 febbraio 1990), è stato un hockeista su ghiaccio, allenatore di hockey su ghiaccio, dirigente sportivo e arbitro di hockey su ghiaccio canadese.

## Carriera
Il suo nome è legato ai Toronto Maple Leafs, coi quali ha militato come giocatore per tredici stagioni (le prime tre quando ancora si chiamavano Toronto St. Patricks), undici delle quali da capitano, vincendo la Stanley Cup 1932; come allenatore per dieci stagioni, vincendo altre cinque Stanley Cup (1942, 1945, 1947, 1948 e 1949); e come dirigente per altre sette (cinque da assistente general manager e altre due da co-general manager assieme a Conn Smythe).
In NHL ha vestito anche la maglia dei New York Americans nella sua stagione di addio (1937-1938).
Tra il 1938 e il 1940 divenne arbitro, prima di tornare a Toronto come allenatore.
Dopo essersi dimesso dai Maple Leafs si trasferì a St. Thomas, dove divenne imprenditore, e dove morì nel 1990.

## Palmarès

### Giocatore
- Stanley Cup: 1

Toronto: 1932

### Allenatore
- Stanley Cup: 5

Toronto: 1942, 1945, 1947, 1948, 1949

### Dirigente
- Stanley Cup: 1

Toronto: 1951